# كأس تونس للكرة الطائرة للرجال 1977–78
كأس تونس للكرة الطائرة للرجال 1977-1978 هو الموسم رقم 22 من كأس تونس للكرة الطائرة للرجال.

فاز بهذا الموسم النادي الأولمبي القليبي.

## روابط خارجية
- الموقع الرسمي للجامعة التونسية للكرة الطائرة.